# La Ciociara
La ciociara es una novela de Alberto Moravia publicada en 1957. Es una de sus obras más conocidas y aborda las experiencias traumáticas de dos mujeres durante la Segunda Guerra Mundial. La historia sigue a Cesira, una mujer fuerte y decidida, y su hija adolescente Rosetta. La trama se desarrolla durante la Segunda Guerra Mundial, cuando Cesira y Rosetta huyen de Roma debido a los bombardeos aliados y buscan refugio en su pueblo natal en la región de Ciociaria.
Moravia utiliza un estilo realista y descriptivo, capturando vívidamente las experiencias de sus personajes y el entorno devastado por la guerra. Su narrativa es introspectiva, permitiendo al lector comprender profundamente las emociones y pensamientos de Cesira. La prosa de Moravia es sencilla pero poderosa, utilizando el lenguaje para transmitir la crudeza y la belleza de la vida humana.

#### Personajes Principales
Cesira: Cesira es una viuda que dirige una tienda de comestibles en Roma. Es una mujer de carácter fuerte, práctica y protectora con su hija. A medida que la guerra se intensifica, decide llevar a Rosetta a la campiña para escapar de los peligros en la ciudad.
Rosetta: Rosetta es la hija adolescente de Cesira. Inocente y piadosa, su carácter contrasta con la dureza y el pragmatismo de su madre. La guerra y los eventos traumáticos que enfrentan alteran profundamente su vida y personalidad.

#### Desarrollo de la Trama
- Huida de Roma: Cesira y Rosetta abandonan Roma y se dirigen a Ciociaria, una región montañosa al sur de Roma. La novela describe su viaje y las dificultades que enfrentan en su camino.
- Vida en el Pueblo: En el pueblo, Cesira y Rosetta tratan de adaptarse a la vida rural. Aunque encuentran cierta seguridad, también enfrentan la escasez de alimentos y la incertidumbre del conflicto.
- Encuentros con Partisanos y Soldados: Durante su estancia en el pueblo, las dos mujeres se cruzan con partisanos italianos y soldados aliados. Estos encuentros destacan las tensiones y peligros constantes en tiempos de guerra.
- Violación y Trauma: Uno de los eventos más devastadores de la novela ocurre cuando Cesira y Rosetta son violadas por soldados marroquíes del ejército francés. Este ataque tiene un profundo impacto psicológico en Rosetta, transformando su personalidad y su relación con su madre.

#### Temas Principales
- La Guerra y sus Efectos en los Civiles: Moravia examina cómo la guerra afecta a las personas comunes, especialmente a las mujeres. La novela ilustra la violencia, el miedo y la desesperación que la guerra trae a sus vidas.[4]
- Relación Madre-Hija: La dinámica entre Cesira y Rosetta es central en la narrativa. La protección de Cesira hacia Rosetta y la transformación de esta última debido al trauma son aspectos cruciales de la historia.
- Pérdida de la Inocencia: Rosetta representa la inocencia que se pierde en medio del caos y la brutalidad de la guerra. Su cambio después del ataque es un reflejo de cómo la guerra deshumaniza y destruye.
- Resiliencia y Supervivencia: A pesar de las adversidades, Cesira muestra una increíble capacidad de resistencia. Su lucha por proteger a su hija y sobrevivir en un entorno hostil es un tema recurrente.[5]

### Contexto Histórico y Literario
"Dos mujeres" fue publicada en 1957, en un periodo donde Italia todavía estaba lidiando con las secuelas de la Segunda Guerra Mundial. La novela se ambienta durante los últimos años del conflicto y ofrece una mirada introspectiva a los efectos devastadores de la guerra sobre la población civil, especialmente sobre las mujeres.
"Dos mujeres" es una obra significativa en la literatura italiana y mundial. Moravia, conocido por su habilidad para explorar la condición humana, ofrece en esta novela una mirada incisiva a los efectos de la guerra. La obra ha sido ampliamente estudiada y adaptada, siendo la adaptación cinematográfica de 1960, dirigida por Vittorio De Sica y protagonizada por Sophia Loren, una de las más destacadas. Loren ganó el Premio de la Academia a la Mejor Actriz por su interpretación de Cesira, subrayando el impacto cultural y emocional de la historia.